# Acren-Saint-Géréon
Acren-Saint-Géréon (Nederlands: Akren-Sint-Gereonus) (soms ook Petit-Acren (Nederlands: Klein-Akren) genoemd) is een voormalige gemeente in de Belgische provincie Henegouwen. Het maakt samen met Acren-Saint-Martin deel uit van de dorpskern van Twee-Akren, een deelgemeente van de stad Lessen.
Acren-Saint-Géréon maakte aanvankelijk deel uit van het land van Havré. Door de eeuwen heen ging de heerlijkheid over naar verscheidene adellijke families, onder andere naar de heren van Edingen. In de 16e eeuw kwam werd de heerlijkheid via ruil in handen van Henri de Croy. In 1787 kwam Acren-Saint-Géréon in handen van de heer van Petegem-aan-de-Schelde. In 1795 bij de vorming van de gemeenten werd Acren-Saint-Géréon een zelfstandige gemeente. Ook kerkelijk was het een onafhankelijke parochie.
In 1804 werd de gemeente opgeheven en samengevoegd met Acren-Saint-Martin, waarmee het één enkele dorpskern vormde, tot een nieuwe gemeente met de naam Twee-Akren. Acren-Saint-Géréon telde op dat moment 364 inwoners. In 1828 werden ook de twee parochies samengevoegd en werd de Sint-Maartenskerk van Acren-Saint-Martin de enige kerk van de nieuwe parochie. De Sint-Gereonuskerk werd in de loop van de 19e eeuw afgebroken om plaats te maken voor het kerkhof.
Deelgemeenten: Ghoy · Lessen · Lessenbos · Ogy · Papegem · Twee-Akren · Wannebecq · Woelingen

Overige plaatsen: Acren-Saint-Géréon · Acren-Saint-Martin

Belgische gemeenten · Arrondissement Zinnik · Henegouwen · Wallonië